# Union des patrons et des professionnels juifs de France
Ne doit pas être confondu avec Union juive française pour la paix.
L'Union des patrons et des professionnels juifs de France (UPJF) est une association fondée en 1997.

## Objectifs de l'association
L'UPJF s'est donnée quatre missions : lutter contre la désinformation, lutter contre les violences antisémites, développer les partenariats économiques avec Israël et faire de l'action sociale. Marc Hecker relève que l'association, qui en 2005 compte environ un millier de membres, a, parmi ses principaux objectifs, celui « d'aider Israël et son gouvernement élu démocratiquement ». Paul Ariès signale que l'association a « conclu un accord » avec l'American Jewish Committee et reçoit une aide financière de ce dernier.

## Influence
L'association reçoit des personnalités politiques comme Brice Hortefeux en 2009 alors ministre de l'intérieur. À cette occasion, l'UPJF lui remet son prix de la lutte contre le racisme et l’antisémitisme,.

## Prises de position politiques
L'UPJF est considérée comme une association très à droite,.
En 2004, elle soutient les propos d'Ariel Sharon qui a appelé les juifs français à immigrer en Israël.
En 2012, l'ex-président de l'UPJF, Edward Amiach, est candidat à la députation dans la huitième circonscription des Français établis hors de France, qui comprend Chypre, la Grèce, Israël, l'Italie, Malte, Saint-Marin, le Saint-Siège et la Turquie. Il a effectué sa carrière dans la grande distribution.

## Polémiques avec les autres médias
En 2011, l'UPJF appelle à manifester le jour de diffusion du premier épisode sur Canal+ du Serment, la saga en quatre épisodes de Peter Kosminsky, dont le sujet est la naissance de l'État d'Israël. D'après l'UPJF, cette fiction « prouve que des forces obscurantistes ont pénétré en profondeur à Canal+ et grignotent son intégrité. »
En 2009, l'hebdomadaire Marianne fustige l'association, qui publie un dessin représentant un groupe de Martiens sur la planète Mars, manifestant sous une banderole « Musulmans, restez chez vous », une pancarte à leurs pieds : « Mars for Martians! ». Menahem Macina retire le billet mais confirme : « À l’UPJF, nous ne cachons pas nos convictions. Nous défendons bec et ongles Israël. Même si parfois nous nous montrons critiques envers sa politique, nous faisons bloc ».
L'UPJF fournit des chroniques régulières à Radio J.

## Membres principaux
- Claude Barouch : président, mort du Covid-19 le 25 avril 2020.
- William Abbou : vice-président[11].
- Richard Portugais : ex-président, né en février 1946[12].
- Edward Amiach : ex-président[13].
- Nicole Guedj[14], secrétaire d'état aux programmes immobiliers de la Justice en 2004 ; elle ne fait plus partie de l'association.